# Tabatinga (Amazonas)
Tabatinga is een Braziliaanse gemeente met 45.293 inwoners (2007) gelegen aan de Solimões (in de bovenloop van de Amazone), stroomopwaarts van Benjamin Constant en Manaus en stroomafwaarts van Iquitos. Op een vaarafstand van 1.607 km en in rechte lijn 1.105 km van Manaus, hoofdstad van de staat Amazonas, behoort de stad tot de zuidoostelijke mesoregio van Amazonas en maakt deel uit van de micro-regio van de hoge Solimoes. De plaats in het volle Amazonewoud is aantrekkelijk voor liefhebbers van de wilde natuur.
Tabatinga is ook gesitueerd op het drievoudige grenspunt Brazilië, Columbia, en Peru, doorlopend in het Colombiaanse stadje Letitia en tegenover het kleine Peruviaanse plaatsje Santa Rosa op de andere oever.
De afwezigheid van wegen maakt dat deze grensoverschrijdende agglomeratie niet verbonden is met andere steden van de regio of inheemse dorpen tenzij per boot (lijn Tabatinga Mannaus) of per vliegtuig. Dit leidt tot een vrije circulatie en een goede samenwerking tussen de drie 'implantaties' om te compenseren voor hun gemeenschappelijk isolement. 
"Tabatinga" is een van oorsprong inheems woord dat in het Tupi betekent: klein huis.
De plaats is zetel van het rooms-katholieke bisdom Alto Solimões.

## Geschiedenis

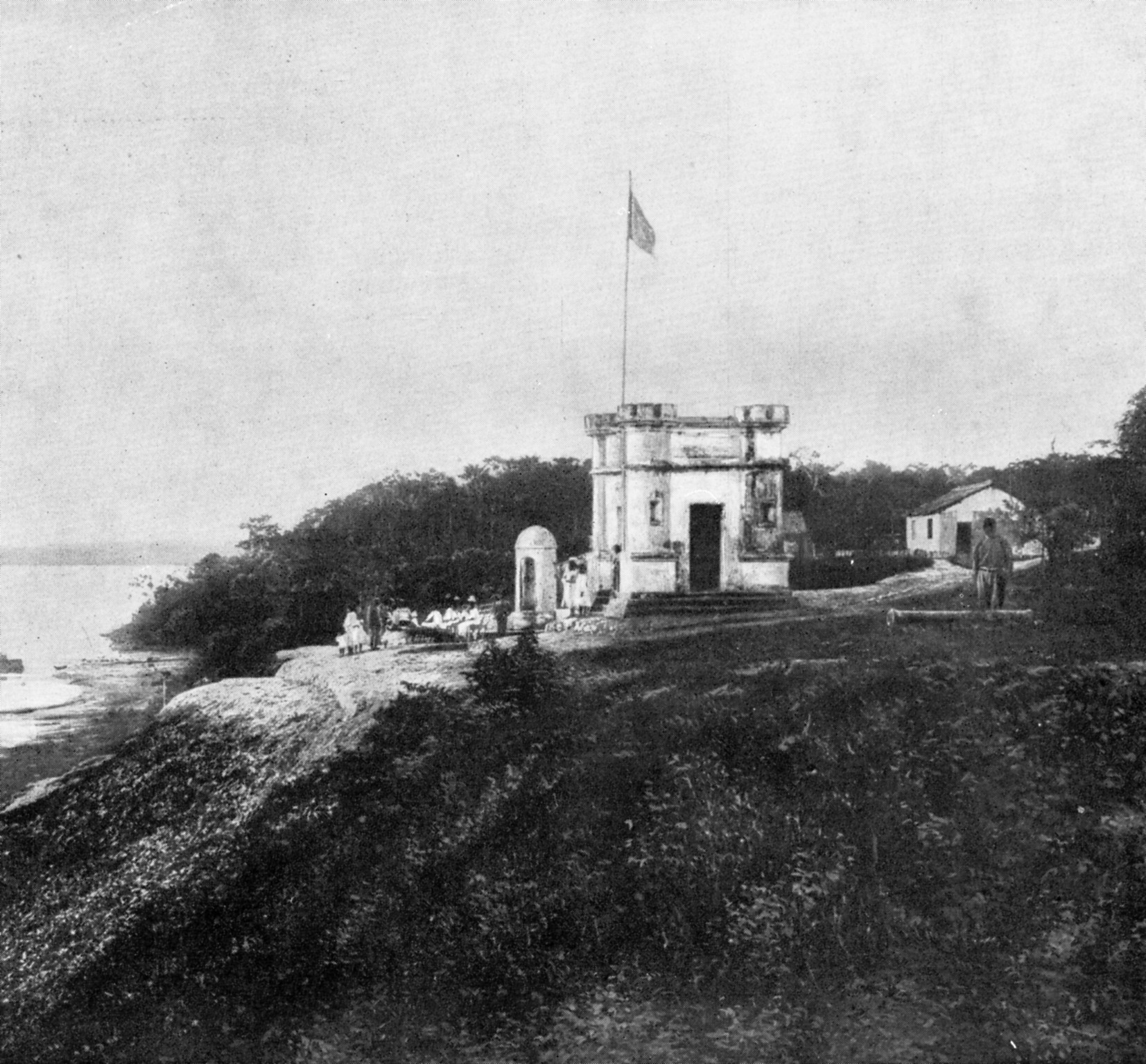
Grenspost Tabatinga, tussen Peru en Brazilië (jaren 1920)

De stad is voortgekomen uit de oprichting van de gemeente Sint Franciscus Xaverius in het midden van de 18e eeuw door Fernando da Costa Teives, die er een militair detachement installeerde wat eerder aan de Javari rivier bestond (waterloop op de grens tussen Brazilië en Peru), ten zuiden van de huidige stad) ter observatie van de Portugese en Spaanse bezittingen. 
Tabatinga was tot 10 december 1981 deel van Benjamin Constant, de voornaamste plaats van de regio, toen het los van Benjamin Constant een zelfstandige gemeente werd.

## Aangrenzende gemeenten
De gemeente grenst aan Benjamin Constant, Santo Antônio do Içá en São Paulo de Olivença.

### Drielandenpunt
De gemeente grenst met als landsgrens aan de gemeente Leticia in het departement Amazonas met het buurland Colombia.
En de gemeente grenst aan het district Yavari in de provincie Mariscal Ramón Castilla in de regio Loreto met het buurland Peru.